# سفيري أندرسن
سفيري أندرسن (بالنرويجية البوكمول: Sverre Andersen)‏ هو لاعب كرة قدم ومدرب كرة قدم نرويجي في مركز حراسة المرمى، ولد في 9 أكتوبر 1936 في ستافانغر في النرويج، وتوفي بنفس المكان في 1 نوفمبر 2016. شارك مع منتخب النرويج تحت 19 سنة لكرة القدم ومنتخب النرويج تحت 21 سنة لكرة القدم ومنتخب النرويج لكرة القدم. أما مع النوادي، فقد لعب مع نادي فيكينغ.

## وصلات خارجية
- سفيري أندرسن على موقع اتحاد النرويج (النرويجية)
- سفيري أندرسن على موقع قاعدة بيانات كرة القدم.إي يو (الإنجليزية)
- سفيري أندرسن على موقع ناشيونال فوتبول تيمز (الإنجليزية)
- سفيري أندرسن على موقع عالم كرة القدم.نت (الإنجليزية)